# Čepel

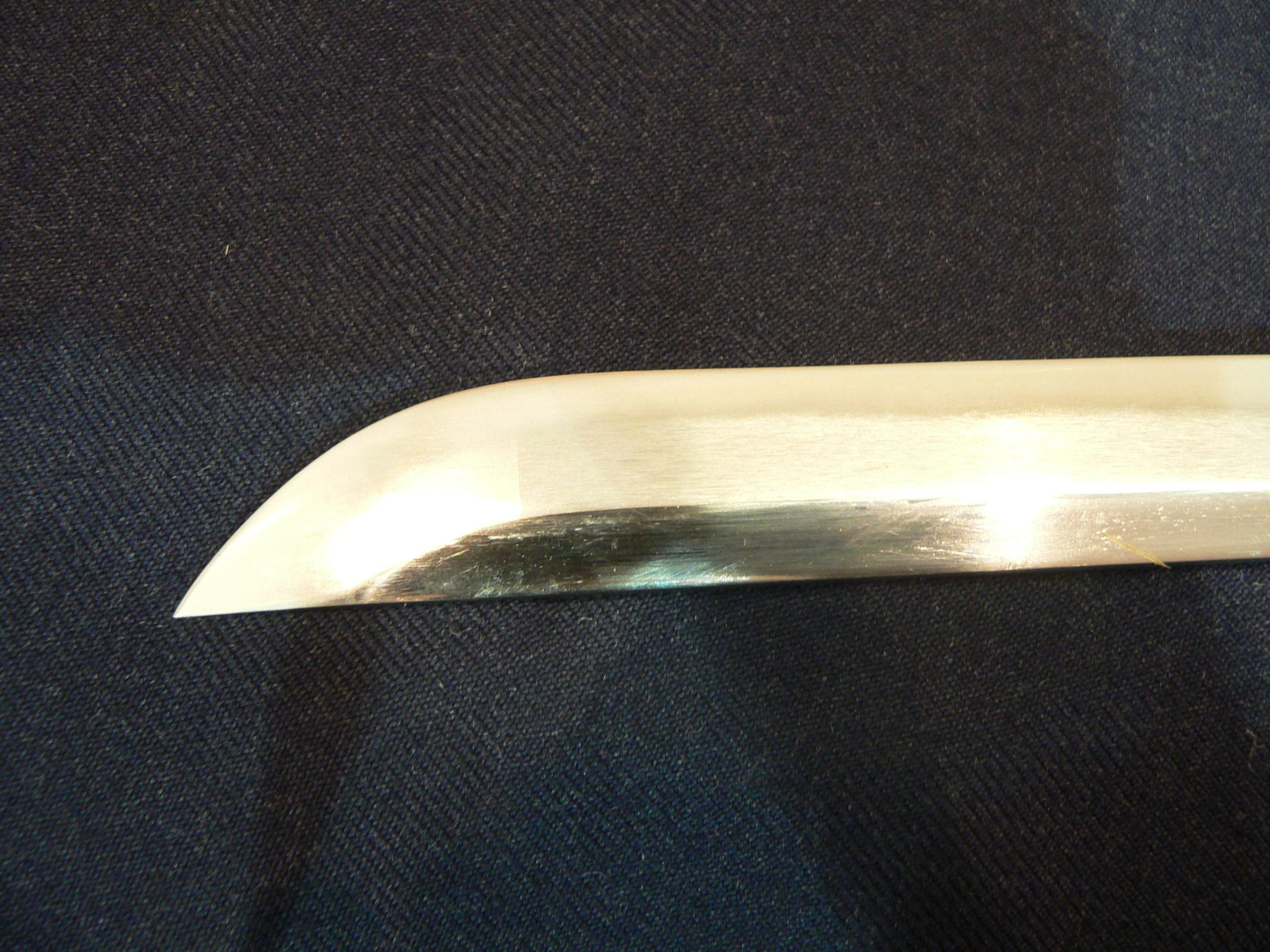
Čepel japonské katany

Čepel (fem.) je část nástroje, zbraně nebo stroje s ostřím, která je určena k prorážení, sekání, krájení nebo škrábání povrchů nebo materiálů. 

## Charakteristika
Čepele obecně patří mezi nejstarší lidmi používané nástroje, a dodnes se využívají k výrobě náčiní určeného k řezání, (nože, zbraně), krájení, loupání, při přípravě jídla a k dalším účelům. 
Historicky nejstarší čepele lidé vyráběli již v pravěku, např. z ostrých odštěpků kamenů (např. křemen či obsidián) a z různých kovů, například z mědi, bronzu a železa. Moderní čepele se vyrábějí nejčastěji z oceli nebo keramiky. Čepele jsou zpravidla vyrobeny z materiálů tvrdších než ty, na které mají být použity. 
Vyskytuje se jako část zbraně (např. meč, šavle, píka, halapartna, kord, rapír, dýka) , nástroje (kupř. nůž, sekera, mačeta, nůžky, pila, kosa, žiletka). Čepele se používají i v mnoha strojních zařízeních a v nejrůznějších oborech lidské činnosti (strojní nůžky, lékařské skalpely, travní sekačky či obráběcí nože pro obráběcí stroje a nástroje apod.). Čepel tak slouží k sekání, krájení, bodání, řezání, třískovému obrábění atp.

## Pojem „čepel“ v jiném významu slova
- V botanice je čepel (lamina) plochá lupenitá část listu, která slouží zejména k výměně plynů s okolím („dýchání“), k fotosyntéze a k odpařování vody.
- Ve sportovním názvosloví je čepel částí hokejové hole.